# Derek Warfield
Derek Warfield (Dublino, 15 settembre 1943) è un cantautore irlandese.
Membro fondatore dei Wolfe Tones, è uno dei maggiori esponenti del panorama musicale irlandese contemporaneo.

## Biografia

### Wolfe Tones
Nativo di Dublino, prima di dedicarsi alla musica fu apprendista sarto. Nel 1963 Derek Warfield, il fratello Brian e gli amici Noel Nagle e Tommy Byrne formarono il proprio gruppo musicale, i Wolfe Tones, e nello stesso anno cominciarono le prime esibizioni e collaborazioni. Sull'onda della riscoperta della musica irlandese, i Wolfe Tones divennero in breve tempo uno dei gruppi più noti del genere.
Dopo un esordio travagliato nel Regno Unito, Warfield e i compagni rientrarono in Irlanda, dove unirono il loro stile musicale al repubblicanesimo irlandese allora dominante, agendo da cassa di risonanza per l'IRA, agente nel conflitto latente contro l'occupazione inglese dell'Irlanda del Nord. In pochi anni si imposero sul panorama musicale irlandese, e divennero molto noti anche negli Stati Uniti (ricevettero anche le chiavi di New York e Los Angeles) e nell'Europa continentale.

### Solista
A partire dagli anni 1990 cominciò la propria carriera da solista con la pubblicazione dell'album Legacy, finché nel 2001 lasciò i Wolfe Tones per cantare da solo. Fondò poco dopo una nuova band, Derek Warfield and The Young Wolfe Tones, di cui è tuttora il principale membro.
Oltre che uno dei maggiori interpreti della musica irlandese, negli anni Warfield ha ampliato il suo repertorio con la musica statunitense, che ha riadattato più volte durante i suoi tour americani.

## Discografia

### Solista
- 1996 - Legacy
- 1998 - Liberté '98
- 2000 - Sons of Erin
- 2001 - Slán Abhaile
- 2002 - A Nation Once Again
- 2002 - Take Me Home To Mayo
- 2004 - Songs For The Bhoys
- 2005 - More Songs For The Bhoys
- 2006 - Derek Warfield & The Wolfe Tones – 50 Great Irish Rebel Songs & Ballads

A partire dal 2001 gli album vedono la partecipazione dei Young Wolfe Tones.

### Wolfe Tones
- 1965 - The Foggy Dew
- 1966 - Up The Rebels!
- 1968 - The Rights of Man
- 1970 - Rifles of the I.R.A.
- 1972 - Let the People Sing
- 1974 - 'Till Ireland a Nation
- 1976 - Irish to the Core
- 1976 - Across the Broad Atlantic
- 1978 - Belt of the Celts
- 1981 - Spirit of the Nation
- 1982 - As Gaeilge
- 1983 - A Sense of Freedom
- 1985 - Profile
- 1987 - Sing Out for Ireland
- 1989 - 25th Anniversary